# 尸研所
尸研所（英語：The Body Farm）是一部英国警探电视剧，故事讲述了法医进行科学研究帮助探案的故事。故事中，女主角伊夫·洛克哈特（塔拉·菲茨杰拉德饰）原本的工作是领导科学家在农村的尸体农场帮助警方研究捐赠的尸体，但由于预算缩减，尸体农场转到了作案现场。
本剧是《唤醒死者》的衍生剧，由六集组成，在2011年于英國廣播公司第一台播出。节目将不会继续拍摄。